# Liotryphon crassiseta
Liotryphon crassiseta är en stekelart som först beskrevs av Thomson 1877.  Liotryphon crassiseta ingår i släktet Liotryphon och familjen brokparasitsteklar. Enligt den finländska rödlistan är arten sårbar i Finland. Arten är reproducerande i Sverige. Artens livsmiljö är skogar. Inga underarter finns listade i Catalogue of Life.